# تشاك سن
تشاك سن (بالإنجليزية: Chuck Sun)‏ هو متسابق دراجات نارية أمريكي، ولد في 10 سبتمبر 1956 في شيروود في الولايات المتحدة.